# Chen Liangyu
Chen Liangyu, född 24 oktober 1946, är en före detta ledande kommunistisk kinesisk politiker.
Han är mest känd för sin roll som först borgmästare (2001-2003) och partichef i Shanghai (2002-1006). Han avskedades från sin post som partichef 24 september 2006 på grund av korruptionsanklagelser.